# Gnist
En gnist er et lokaliseret meget varmt område som f.eks. kan frembringes af elektricitet eller kemiske reaktioner.
En elektrisk gnist er en kortvarig elektrisk energiudladning i et dielektrikum (gas, væske, faststof), som helt eller delvis udligner den elektriske spænding mellem to punkter. Et lyn bliver sommetider beskrevet som en gnist på stor skala, men skal opfattes som flere enkelte udladninger. Gnister optræder i luft når spændingen overstiger omkring 30,000 volt per centimeter.
En gnist fra en kemisk reaktion dannes f.eks. under forbrænding ved bål eller pejse.